# Greg Allenby
Greg Martin Allenby (* 1. August 1956) ist ein US-amerikanischer Wirtschaftswissenschaftler. Sein Forschungsgebiet ist die Anwendung des Bayes-Theorems für die statistische Auswertung im Marketing.

## Leben
Greg Allenby besuchte die Ohio Northern University, welche er 1978 mit einem Bachelor of Science in Maschinenbau abschloss. Vom Juni 1978 bis November 1979 war er als Ingenieur bei R.R. Donnelley and Sons Company in Chicago, Illinois tätig. Anschließend war er als Operations Research Analyst am Michael Reese Hospital and Medical Center. 1981 erhielt er einen Master of Science vom Illinois Institute of Technology in Operations Research und war weiter als Analyst tätig. Im Januar 1984 wurde Allenby Teaching and Research Assistant der Graduate School of Business der University of Chicago. 1986 folgte ein Master of Business Administration in Statistik und Verhaltenswissenschaft der Graduate School of Business. Von der Graduate School of Business erhielt er 1988 eine Ph. D. für seine Dissertation zu The Identification, Estimation and Testing of Demand Structures. 1988 endete seine Tätigkeit an der Graduate School of Business. Ab 1988 war er zunächst Dozent, ab 1994 als außerordentlicher und seit 1999 als ordentlicher Professor an der Ohio State University tätig. Als Gastdozent bzw. Gastprofessor war er 1995/96 und 2001 erneut an der Graduate School of Business tätig.
Greg M. Allenby ist verheiratet und hat zwei Kinder.

## Werke

### Redaktionelle Mitarbeit
Allenby wurde 1992 Mitglied des Redaktions-Gremiums (Editorial Board) und seit 1994 zusätzlich Bereichs-Redakteur (Area Editor) der Zeitschrift Marketing Science. Seit 1992 ist er Mitherausgeber (Associate Editor) vom Journal of Business and Economic Statistics. Weiterhin wurde er 1994 Mitglied des Redaktions-Gremiums vom Journal of Marketing Research. 1999 wurde Allenby Mitarbeiter im Redaktions-Gremium der Zeitschrift Marketing Letters. Seit 2002 ist er Mitherausgeber von Quantitative Marketing and Economics.

### Bücher
- Bayesian Statistics and Marketing, mit Peter E. Rossi und Rob McCulloch, 2006, ISBN 978-0-470-86367-1